# Young Thug
Jeffery Lamar Williams  (Sylvan Hills, Atlanta, 1991. augusztus 16.) művésznevén Young Thug kétszeres Grammy-díjas amerikai rapper. Nemzedékének nagy hatású úttörőjének tartják számon. Zenéje nagy hatással van a modern hiphop és trap hangzásra.

## Magánélete
Jeffery Lamar Williams Atlantában született, tizenegy gyermek közül a tizedikként. Sylvan Hills-ből származik. Hatodik osztályos korában kirúgták az iskolából, mert eltörte egy tanára karját. Négy évet javítóintézetben töltött.

## Diszkográfia

### Albumok
- So Much Fun (2019)
- Punk (2021)
- Business Is Business (2023)

### Mixtapek
- Barter 6 (2015)
- I'm Up (2016)
- Slime Season 3 (2016)
- JEFFERY (2016)
- Beautiful Thugger Girls (2017)
- Super Slimey (Future-rel) (2018)
- Slime & B (Chris Brownnal) (2020)

### Összeállítási lemezek
- Slime Language (a YSL-lel)
- Slime Language 2 (a YSL-lel)